# شيرينغ (غلزار بردسير)
شيرينغ (بالفارسية: شیرینگ) هي قرية تقع في إيران في البلدة المركزية. يقدر عدد سكانها بـ 857 نسمة بحسب إحصاء 2016.